# Fabrika
Le Fabrika sono un gruppo musicale russo di musica pop.
Il gruppo si è formato in occasione dello show Fabrika Zvezd (Фабрика звёзд ovvero la Fabbrica delle Stelle), molto popolare in Russia ed equivalente dell'italiano Operazione Trionfo. Inizialmente era composto da 4 ragazze: Sati Kazanova, Irina Toneva, Alexandra Saveljeva e Maria Alalykina. Igor Matvienko è il loro produttore. Dopo le riprese del primo video Maria Alalykina ha lasciato il gruppo per completare gli studi universitari ed è in questa formazione a 3 che le ragazze sono più famose. Nel maggio 2010 Sati Kazanova lascia il gruppo per intraprendere la carriera solista; al suo posto viene chiamata l'ex-solista del gruppo pop russo Hi-Fi Ekaterina Li. Nel 2014 Ekaterina lascia il gruppo e al suo posto viene scelta Alexandra Popova. Il primo video del nuovo trio è Secret.
Hanno partecipato al tour "Finale in città" dando oltre 200 concerti. Il singolo Pro lyubov (Sull'amore) è rimasta nella hit-parade russa per 26 settimane.
Il 5 novembre 2003 le Fabrika hanno pubblicato il loro primo album "Devushki Fabrichnye" (Russo "Девушки фабричные" ovvero "Ragazze di fabbrica")
Il 13 gennaio 2008 hanno partecipato al Russian Winter Festival a Londra.

## Video Musicali
- Про любовь / Pro Lyubov / Sull'amore (marzo 2003)
- Море зовёт / More Zovёt / Il richiamo del mare (agosto 2003)
- Лёлик/ Lёlik/ Lёlik (novembre 2003)
- Гадалка / Gadalka / L'indovina (2003)
- Девушки фабричные / Devushki Fabrichnye / Ragazze di fabbrica (gennaio 2004)
- Рыбка / Rybka / Pesciolino (luglio 2004)
- Не виноватая я / Ne Vinovataja Ja / Non è colpa mia (luglio 2005)
- Романтика / Romantika / Romantica (agosto 2006)
- Зажигают огоньки / Zazhigajut Ogon'ki /Le fiamme accendono (luglio 2007)
- Мы Такие Разные / My Takie Raznye / We're so different
- Али Баба / Ali Baba
- Я тебя зацелую / Ya Tebya Zatseluyu
- Остановки / Ostanovki / Stop (with group Venera)
- Фильмы о любви / Filmi o Lyubvi / Films about love
- Она - это я / Ona - Eto Ya / She - That's Me
- Не родись красивой / Ne rodis krasivoï / Don't born beautiful
- Секрет / Sekret / Secret

## Album
- "Девушки фабричные" /"Devushki Fabrichnye"/ "Ragazze di fabbrica"

1. Девушки Фабричные /"Devushki Fabrichnye"/ "Ragazze di fabbrica"
2. Про любовь /Pro liubov/ Sull'amore
3. Пять минут /Piat minut/ Cinque minuti
4. Море зовёт /More zovet/  Il richiamo del mare
5. Ой, мама, я влюбилась/ Oh, mamma, mi sono innamorata
6. Отпустить любовь/Otlistit liubov
7. Мыльные пузыри/Mlnie lizri/ Bolle di sapone
8. Не всерьёз /Ne vserez /Non seriamente
9. Он / On / Lui
10. Заболела тобой
11. Лёлик /Lёlik /Lёlik
12. Понимаешь/Ponimaesh/Voglio dire
13. Рыбка/Rybka

- "Мы такие разные" /"Mui takie rasnie"/ "Siamo diverse"

## Singoli
- Про любовь / Pro Lyubov / Sull'amore (marzo 2003)
- Море зовёт / More Zovyot / Il richiamo del mare (agosto 2003)
- Лёлик/ Lёlik/ Lёlik (novembre 2003)
- Гадалка / Gadalka / L'indovina (2003)
- Он / On / Lui (2003)
- Рыбка/Rybka (2003)
- Пять минут /Piat minut/ Cinque minuti (2003)
- Девушки фабричные / Devushki Fabrichnye / Ragazze di fabbrica (gennaio 2004)
- Рыбка / Rybka / Pesciolino (luglio 2004)
- Не виноватая я / Ne Vinovataya Ya / Non è colpa mia (luglio 2005)
- Море зовёт /More zovet/  Il richiamo del mare (2006)
- Романтика / Romantika / Romantica (agosto 2006)
- Зажигают огоньки / Zazhigayut Ogonki /Le fiamme accendono (luglio 2007)
- Je t'aime (2008)
- Мы такие разные (2008)
- А любить так хочется (2009)
- На крыльях нашей любви (2009)
- Али-баба (2010)
- Я тебя зацелую (2010)
- Остановки (2011)

## Premi
- 2004 - "Stopudovy" Premio musica popolare
- 2004 - "Golden grammofon" Premio musicale della Radio Russa
- 2005 - "Golden grammofon"
- 2005 - Glamour Gruppo Pop dell'anno
- 2006 — «Золотой граммофон» "Golden grammofon"
- 2007 — «Золотой граммофон» "Golden grammofon"

## Curiosità
- I Ricchi e Poveri, molto popolari in Russia, hanno spesso duettato con le Fabrika e pubblicato una versione italo-russa della loro canzone Acapulco inserendo nella parte di testo russa riferimenti alla canzone Lёlik (Лелик солнце).
- Anche Toto Cutugno ed Albano Carrisi, famosissimi in Russia, hanno duettato con le Fabrika.